# Kościół św. Henryka w Sulęcinie
Kościół pw. św. Henryka w Sulęcinie – rzymskokatolicki kościół parafialny w Sulęcinie, w województwie lubuskim. Należy do dekanatu Sulęcin diecezji zielonogórsko-gorzowskiej.

## Historia
Świątynia została zbudowana w 1862 roku w stylu neogotyckim dla nielicznej w owym czasie sulęcińskiej gminy katolickiej. Konsekrowana w dniu 15 lipca 1862 roku. W 1870 roku stała się kościołem parafialnym. Budowla przetrwała II wojnę światową i przemarsz Armii Czerwonej w prawie nienaruszonym stanie. Pierwsza msza święta została odprawiona w dniu 15 sierpnia 1945 roku. W tym samym roku organista Konstanty Sadowski zagrał po raz pierwszy na odnowionych organach. 
Po 1945 roku świątynia była używana dla celów katechizacyjnych, oraz mieściła się w nim kaplica dla zmarłych. W latach 60. XX wieku na polecenie księdza Jana Makowskiego przebudowane zostało wnętrze świątyni. Po przeprowadzonym w 2003 roku remoncie świątynia ponownie jest używana przez wiernych.

## Wyposażenie
Do dziś zachowały się drewniany ołtarz, ambona, niewielki chór i dzwon mieszczący się na specjalnej konstrukcji przed budynkiem kościoła. 